# Collinsia clypiella
Collinsia clypiella är en spindelart som först beskrevs av Chamberlin 1920.  Collinsia clypiella ingår i släktet collinsior, och familjen täckvävarspindlar. Inga underarter finns listade i Catalogue of Life.